# Gut Grubnow

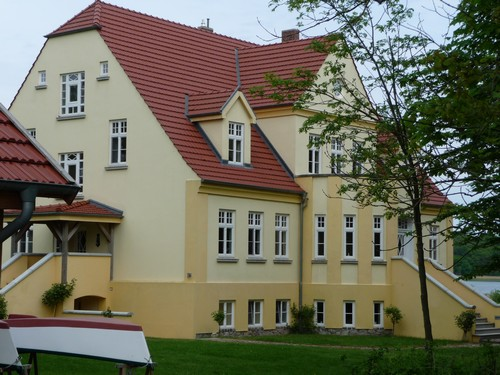
Gut Grubnow

Das Gutshaus Grubnow ist ein historisches Herrenhaus in Neuenkirchen, nordwestlich gelegen auf der Insel Rügen zwischen dem Lebbiner Bodden und dem Tetzitzer See.

## Geschichte
Die Herkunft des slawischen Ortsnamens ist unbekannt. Der Ort gehörte bis ins 16. Jahrhundert der Gemeinde der Jakobikirche in Stralsund. Um 1580 erwarb eine Familie von Paselich auf Liddow den Ort.
Das Gutshaus lässt sich durch vorhandenes Kartenmaterial bis in das Jahr 1836 zurückverfolgen. Die ehemalige Gebäudestellung wurde im Laufe der Zeit umfassend verändert und wird heute durch das Gutshaus geprägt, das um 1920 für den Sohn des Ritters Erich Kroos – damals wohnhaft im Nachbargut Lebbin – erbaut wurde.
Nach dem Zweiten Weltkrieg beherbergte das Gutshaus bis zu 50 Flüchtlinge, die vor allem aus Ostpreußen kamen und von denen viele auf Rügen eine neue Heimat gefunden haben.
Die ehemaligen Stall- und Wirtschaftsgebäude sind heute mit Ausnahme eines kleinen Wirtschaftsgebäudes vollkommen abgetragen, so dass lediglich das Gutshaus dieser ehemals ausgedehnten Anlage erhalten geblieben ist.
Das Gutshaus Grubnow ist ein geschütztes Baudenkmal und wird unter der Nr. 338 in der Denkmalliste des Landkreises Rügen geführt.
Es wurde in den Jahren 2004 und 2005 von den Eigentümern renoviert und enthält heute Ferienwohnungen.
Das Gutshaus wurde für Dreharbeiten der ZDF-Serie „Hallo Robbie“ genutzt.